# 鍵 (1997年の映画)
『鍵』（かぎ）は、1997年10月18日公開の日本映画。ジャンルは、文芸、ミステリー。R指定作品。
本作は、谷崎潤一郎の小説「鍵」の4度目の映画化作品である（詳細は、「鍵 (1959年の映画)#リメイク」を参照）。
学者の夫と慎ましい妻が、お互いの日記を盗み見することで夫婦の営みについてお互いの本音を知り、妻が女として変化していく物語である。

## ストーリー
日本画の学者・安西宗一郎は、慎ましい妻・郁子が性生活に興味はあるのに夫婦の営みに控え目な態度に不満を感じ、日記に本音を書き記す。宗一郎は書斎の鍵付きの引き出しに日記を隠すが、郁子が読むことを期待して鍵を置き忘れたフリをして外出する。書斎を掃除しに入った郁子が鍵を見つけて日記の存在を知り、宗一郎の思惑通りその日以来妻は密かに夫の日記を密かに読むようになる。後日、絵の批評会に出席した宗一郎と郁子は魅惑的な若者・木村健一と知り合うと、その夜夫は親しげに彼と話す妻に嫉妬していつも以上に妻を満足させる。
数日後、宗一郎は木村を自宅に招いて郁子と娘の敏子の4人で夕食を囲むが、彼が持参したブランデーを飲んだ妻が酔って途中で寝てしまい食事会をお開きにする。郁子を寝室に運んだ宗一郎は眠る妻を一糸まとわぬ姿にするとその美しさに思わず息を呑み、そのまま体を重ねて気持ちを高ぶらせる。しかし宗一郎が絶頂する直前、眠る郁子の口が木村の名をつぶやくのを耳にし、その夜日記に木村の名を言った理由を妻に問いかける。帰宅後偶然郁子の日記を見つけて盗み見た宗一郎は、「夢うつつの状態で夫に抱かれながら木村に抱かれている不思議な感覚で今までにない快感を得た」と妻の気持ちを知る。
別の日の夜、敏子は飼い猫を追って両親の寝室のドアの前にたどり着くと、木村の名を呼ぶ郁子とそれに興奮しながら体を重ねる宗一郎の奇妙な夫婦生活を知ってしまう。数日後、木村にドライブに誘われた敏子は2人で過ごす内に急接近して彼とベッドを共にし、後日彼からプロポーズを受けたことを両親に告げる。

## キャスト
安西郁子
演 - 川島なお美
古風な旧家に生まれ両親からどんな時にも慎みを忘れないようにと育てられる。宗一郎によると、「淫蕩(いんとう)な体質で性欲が強いがそれを表に出すことを嫌い、欲望がないように振る舞う」とのこと。宗一郎によると名器の持ち主とされる。宗一郎の日記の存在を知った数日後、自身も日記に性生活について書くようになる。木村が携帯しているブランデーの味を気に入っているが、作中では自宅でこの酒を飲むと必ず強い眠気に襲われている。
安西宗一郎
演 - 柄本明
郁子の夫。仕事は日本画を研究をする学者をしており、比較的裕福な生活を送っている。以前から日記を書くことが日課。作中では高血圧の症状が出ておりあまり無理はできない体だが、郁子との夜の営みには積極的。普段は実直そうな性格に見えるが、郁子と出会った木村を嫉妬心の“刺激剤”として利用して性生活を奮い立たせるというやや屈折した愛情表現をしている。
木村健一
演 - 大沢樹生
カメラマン。どこか妖しげな雰囲気を持ちながら色気のある若者。いつも自身に満ちた話し方で敏子に対して挑発的な言動をしている。クルボアジェというブランデーが好きでスキットルに入れて携帯している。愛車は、サイドカー付きのバイクで移動する時はいつもこれに乗って行動している。嘘が上手く郁子や敏子を手玉に取り、安西家の資産を手に入れることを目論む。
安西敏子
演 - 辻香緒里
宗一郎の連れ子。郁子と血の繋がりはなく、『郁子さん』と呼びやや距離を置いて接している。チェロを勉強中の音大生で、自宅などで『トロイメライ』をよく練習している。タマと名付けた猫を飼っている。木村と郁子の関係を怪しみながらも、彼に惹かれて交際するようになる。
相馬博士
演 - 今井健二
宗一郎の主治医。大学病院に勤務。宗一郎を診察して「不整脈の兆候があり暴飲暴食や興奮するのはあまり良くない」と伝える。詳しくは不明だが宗一郎とは以前からの知り合いらしく、お互いにタメ口で話している。
児島医師
演 - 三谷昇
宗一郎がホルモン注射を射ちに行く病院の医者。相馬とは知人関係。
森槇子
演 - 二木てるみ
健一の実母。安西家からそう遠くない場末のスナックを経営。水商売をしているせいか健一から、安西家の人たちには“九州に住んでいる”ことにされている。趣味はトランプ占い。
タキ
演 - 広岡由里子
安西家の家政婦。食事の用意などをしている。ある時木村からかかってきた郁子への電話を取り次いで2人の関係を怪しむ。
看護婦
演 - 山口杏子
宗一郎が倒れて体が思うように動かせなくなったため、住み込みで彼を看護する。

## スタッフ
- 原作 - 谷崎潤一郎「鍵」
- 製作 - 黒澤満、植村徹
- 企画 - 松田仁、小坂恵一、田辺隆史
- プロデューサー - 加藤和夫、代情明彦
- 脚本 - 白鳥あかね、香川まさひと、池田敏春
- 音楽 - 本多俊之
- 音楽プロデューサー - 石川光
- 撮影 - 前田米造
- 照明 - 加藤松作
- 美術 - 桑名忠之
- 整音 - 本田孜
- 編集 - 川島章正
- 助監督 - 中嶋竹彦
- スクリプター - 竹田宏子
- 製作担当 - 益岡正志
- スチール - 加藤光男
- 宣伝 - 滝島留一
- 製作協力 - セントラル・アーツ
- 監督 - 池田敏春